# 린코칼릭스
린코칼릭스(Rhynchocalyx lawsonioides)는 도금양목에 속하는 작은 속씨식물 나무이다. 린코칼릭스과의 유일속, 린코칼릭스속의 유일종이다. 남아프리카 공화국의 콰줄루나탈 주와 이스턴케이프 주의 콰줄루-케이프 해안 숲 모자이크 생태 지역에서 자생한다.

## 참고 문헌
- Schönenberger, J. and Conti, E., 2003. Molecular phylogeny and floral evolution of Penaeaceae, Oliniaceae, Rhynchocalycaceae, and Alzateaceae (Myrtales). American Journal of Botany 90: 293-309.